# Штумське-Поле
Штумське-Поле (пол. Sztumskie Pole, нім. Stuhmerfelde) — село в Польщі, у гміні Штум Штумського повіту Поморського воєводства.
Населення — 578 осіб (2011).
У 1975-1998 роках село належало до Ельблонзького воєводства.

## Демографія
Демографічна структура станом на 31 березня 2011 року:
|          | Загалом | Допрацездатний вік | Працездатний вік | Постпрацездатний вік |
| -------- | ------- | ------------------ | ---------------- | -------------------- |
| Чоловіки | 294     | 67                 | 212              | 15                   |
| Жінки    | 284     | 69                 | 180              | 35                   |
| Разом    | 578     | 136                | 392              | 50                   |